# 夜は千の目をもつ
『夜は千の目をもつ』（よるはせんのめをもつ、Night Has a Thousand Eyes）は、コーネル・ウールリッチ（ウィリアム・アイリッシュ）がジョージ・ホプリー名義で1945年に発表した小説。
小説を原作として1948年に映画『夜は千の眼を持つ』が製作・公開された。また映画のメインテーマとしてバディ・バーニアー作詞、ジェリー・ブレイニン作曲で、後にジャズのスタンダード曲にもなる『夜は千の目をもつ』（The Night Has a Thousand Eyes）も作られている。
日本ではアイリッシュ名義のほうが有名であるため、日本で出版されている本作の訳書もアイリッシュ名義であることが多い。
表題のフレーズはイギリスの詩人フランシス・ウィリアム・バーディロンが1873年に発表した詩『Light』からとられている。

## あらすじ
若い刑事ショーンは仕事が終わったら家まで星を眺めながら散歩するのが趣味だった。ある夜、ショーンはハドソン川に掛かる橋から身を投げようとしている娘ジーンを助ける。ジーンの父親ハーランは投資で財産を築き富豪となっていたが、「3週間後に父が獅子に殺される」という予言がされたというのだ。
予言された殺人を防ぐために捜査が始まり、ハーラン親子の財産を狙う陰謀、少し先の未来が見える「未来予知者」などが現れてくる。

## 書誌情報
いずれも、ウィリアム・アイリッシュ名義。
- 世界推理小説全集（東京創元社）
  - 『夜は千の目をもつ』 松原正訳、1959年
全集75巻
- 創元推理文庫（東京創元新社）
  - 『夜は千の目を持つ』 松原正訳、1962年
上記『世界推理小説全集』版の文庫化
- ジュニア世界ミステリー（ポプラ社）
  - 『夜の予言者』 津名原諒訳、1968年
- 創元推理文庫（東京創元社）
  - 『夜は千の目を持つ』 村上博基訳、中島河太郎解説、1979年、新版2018年、ISBN 448-812013X
- ポプラ社文庫（ポプラ社）
  - 『死を予告された男』 菅野彰子訳、1986年、ISBN 4-591-02264-1